# Carey Mulligan
Carey Hannah Mulligan, född 28 maj 1985 i Westminster, London, är en brittisk skådespelare.

## Biografi
Mulligan var aktiv med skolteater innan hon 2004 gjorde professionell scendebut på Royal Court Theatre i London i Kevin Elyots pjäs Forty Winks. Året därpå långfilmsdebuterade hon i rollen som Kitty Bennet i Jane Austens Stolthet och fördom, följd av tv-debuten i rollen som föräldralösa Ada Clare i den prisade Dickens-tv-serien Bleak House. 2007 spelade hon på teater i Londons West End den centrala rollen som Nina i Anton Tjechovs Måsen, vilken året efter flyttades till Broadway För sin genombrottsroll som Jenny i danska Lone Scherfigs brittiska film An Education (2009) belönades hon bland annat med en BAFTA Award för "Bästa kvinnliga skådespelare"; dessutom nominerades hon till en Golden Globe och en Oscar i samma kategori.

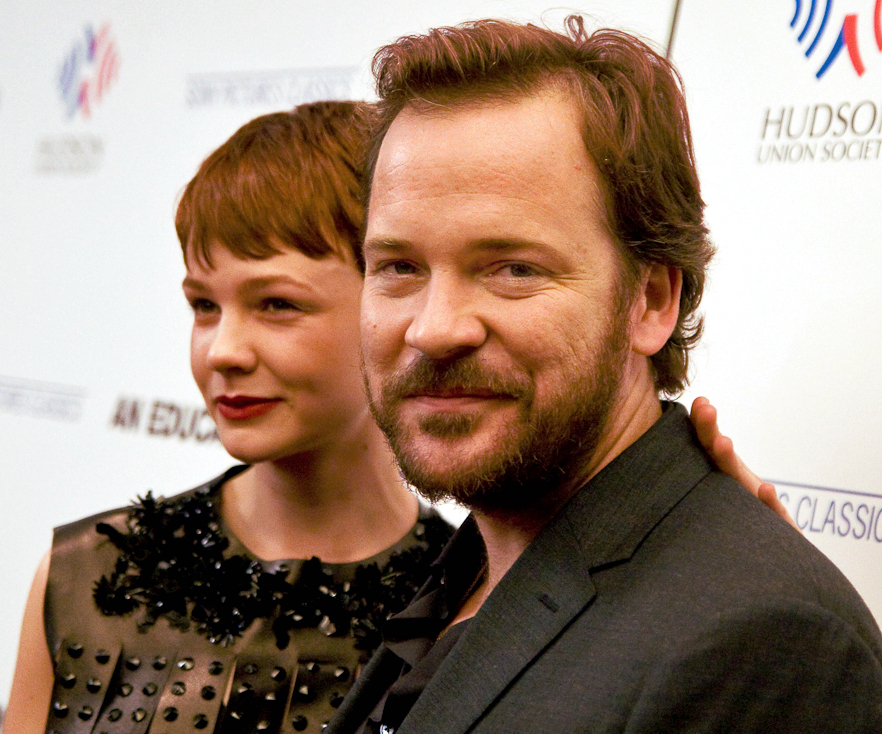
Carey Mulligan och Peter Sarsgaard vid New York-premiären av An Education 5 oktober 2009.

För rollen i filmatiseringen av Kazuo Ishiguros Never Let Me Go (2010) tilldelades Mulligan British Independent Award som Bästa skådespelerska. Samtidigt filmade hon med Oliver Stone i Wall Street: Money Never Sleeps (2010). Hon arbetade med ännu en dansk regissör i Nicolas Winding Refns amerikanska noirthriller Drive (2011) och nominerades för andra gången till en BAFTA Award för "Bästa kvinnliga biroll". 2013 fortsatte hon den amerikanska karriären med storrollen "Daisy Buchanan" mot Leonardo DiCaprio i Baz Luhrmanns Den store Gatsby och kvinnliga huvudrollen i bröderna Coens Inside Llewyn Davis, därpå den brittiska kvinnosaksfilmen Suffragette (2015).
Mycket lovord fick hon för huvudrollen i scenversionen av Ingmar Bergmans Såsom i en spegel (Through a Glass, Darkly) på Atlantic Theater Company i New York sommaren 2011. 2014 spelade hon huvudrollen på Londons West End i David Hares drama Skylight med överflyttning till Broadway 2015, där hon nominerades till en Tony Award för "Bästa kvinnliga huvudroll". År 2021 nominerades hon till en Oscar för Bästa kvinnliga huvudroll i Promising Young Woman. 

### Övrigt
Mulligan är sedan 2012 gift med Marcus Mumford, frontsångare i folkgruppen Mumford & Sons. Paret har en dotter född 2015 och en son född 2017.
Hon är sedan 2012 goodwillambassadör för brittiska Alzheimer Society och sedan 2014 för War Child.

## Filmografi (i urval)
- 2005 – Stolthet & fördom
- 2005 – Bleak House (TV-serie)
- 2006 – The Amazing Mrs Pritchard (TV-serie) (TV-serie)
- 2007 – Northanger Abbey
- 2007 – My Boy Jack
- 2009 – The Greatest
- 2009 – An Education
- 2009 – Public Enemies
- 2009 – Brothers
- 2010 – Wall Street: Money Never Sleeps
- 2010 – Never Let Me Go
- 2011 – Drive
- 2011 – Shame
- 2013 – Den store Gatsby
- 2013 – Inside Llewyn Davis
- 2015 – Far from the Madding Crowd
- 2015 – Suffragette
- 2018 – Under en öppen himmel
- 2018 – Collateral (TV-serie)
- 2018 – Wildlife
- 2020 – Promising Young Woman
- 2021 – The Dig
- 2022 – She Said
- 2023 – Saltburn
- 2023 – Maestro
- 2024 – Spaceman
- 2026 – Narnia: The Magician's Nephew

## Teater
| År      | Titel                                                     | Roll        | Teater                                |
| ------- | --------------------------------------------------------- | ----------- | ------------------------------------- |
| 2004    | Forty Winks Kevin Elyot                                   | Hermia      | Royal Court Theatre, London           |
| 2005–06 | The Hypochondriac Richard Bean                            | Angelique   | Almeida Theatre, London               |
| 2007    | Måsen Anton Tjechov                                       | Nina        | Royal Court Theatre                   |
| 2008    | Måsen Anton Tjechov                                       | Nina        | Broadway Walter Kerr Theatre          |
| 2011    | Through a Glass Darkly (Såsom i en spegel) Ingmar Bergman | Karin       | Off-Broadway Atlantic Theatre Company |
| 2014    | Skylight David Hare                                       | Kyra Hollis | Wyndham's Theatre, London             |
| 2015    | Skylight David Hare                                       | Kyra Hollis | Broadway John Golden Theatre          |